# 森かげの花
「森かげの花」（もりかげのはな、Wildwood Flower）は、カーター・ファミリーの演奏や録音で最もよく知られた、アメリカ合衆国の楽曲。この曲は、フォークソングであり、ラウド・フォークソング・インデックスには No. 757 として登録されている。

## 歴史

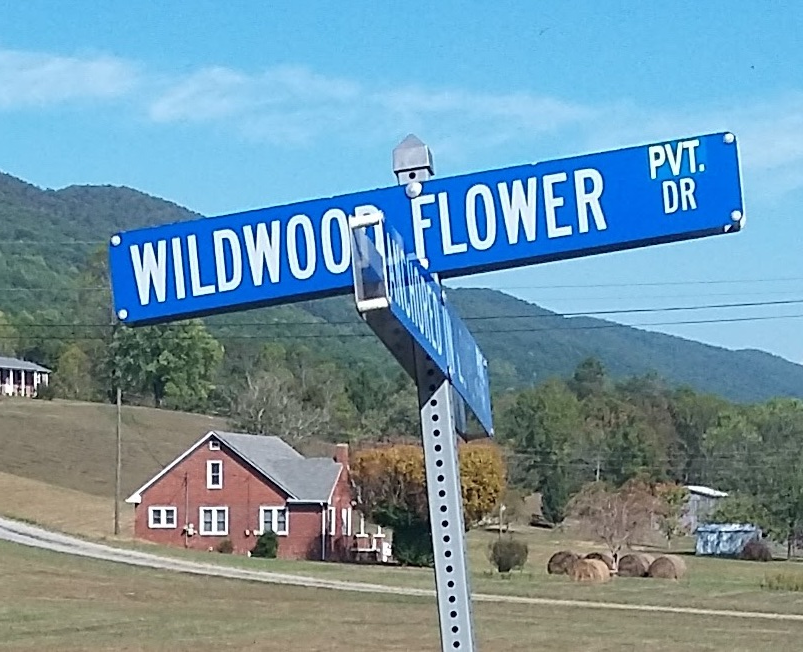
バージニア州メイセス・スプリング（現在のヒルトンズ）のカーター・ファミリー・フォールドにある「Wildwood Flower Drive」の標識。この通りの名は、カーター・ファミリーのヒット曲に因んで命名された。

「森かげの花」は、「I'll Twine 'Mid the Ringlets」という曲の変種であり 、1860年に作曲家ジョセフ・フィルブリック・ウェブスターが作曲して、出版し、作詞はモード・アーヴィング (Maud Irving) によるものとされた。この曲の別バージョンとしては、「The Pale Amaranthus」（1911年にケンタッキー州やノースカロライナ州で収集）、「Raven Black Hair」と「The Pale Wildwood Flower」（1915年-1919年に収集）、「The Frail Wildwood Flower」などがある。

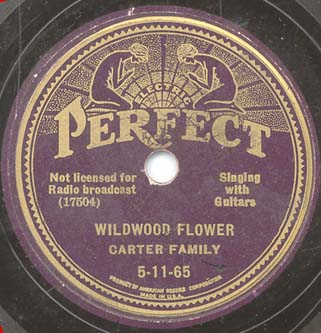
カーター・ファミリーによる「Wildwood Flower」のレコード。

オリジナルのカーター・ファミリーが「森かげの花」を最初に録音したのは1928年で、ビクター・レーベルにおいてであった。メイベル・カーターは、1972年のアルバム『永遠の絆 (Will the Circle be Unbroken)』に収録したバージョンでリードをとり、ジョニー・キャッシュと共演したコンサートやキャッシュの番組『The Johnny Cash Show』でこの曲をしばしば演奏した。カーター・ファミリーのバージョンは、「カーター・スクラッチ (the Carter Scratch)」と称されたカーター・ファミリー・ピッキングの格好の例と考えられており、これはアコースティック・ギターの奏法のひとつで、ミュージシャンが（カーター・ファミリーの場合、特にメイベル自身が）メロディとリズムラインを同時に演奏するものである。
ウディ・ガスリーは「I'll Twine 'Mid the Ringlets」の旋律の一部を、自作の曲「The Sinking of the Reuben James」に流用したが、コーラス部分は彼が付け加えたものである。
歌詞の元となった原作にあたる詩は、（もし、そのようなものがあったとしても）今では失われている。作詞者とされるモード・アーヴィングの作とされるたの詩作品は、当時の定期刊行物に散見され、『Godey's Lady's Book』や『Home Monthly』にも掲載が確認される。後者に掲載された詩には注釈が付いており。「モード・アーヴィング」は、詩人で心霊主義者であったJ・ウィリアム・ヴァン・ネイミー (J. William Van Namee) の変名であったとされている。

## 歌詞
1860年の曲「I'll Twine 'Mid the Ringlets」の元々の歌詞は、印刷された楽譜からそのまま（イタリック、句読点、大文字などもそのまま）転記すると次のようになる。
I'll twine 'mid the ringlets

Of my raven black hair,

The lilies so pale

And the roses so fair,

The myrtle so bright

With an emerald hue,

And the pale aronatus

With eyes of bright blue.

I'll sing, and I'll dance,

My laugh shall be gay,

I'll cease this wild weeping

Drive sorrow away,

Tho' my heart is now breaking,

He never shall know,

That his name made me tremble

And my pale cheek to glow.

I'll think of him never

I'll be wildly gay,

I'll charm ev'ry heart

And the crowd I will sway,

I'll live yet to see him

Regret the dark hour

When he won, then neglected,

The frail wildwood flower.

He told me he loved me,

And promis'd to love,

Through ill and misfortune,

All others above,

Another has won him,

Ah! misery to tell;

He left me in silence

No word of farewell!

He taught me to love him,

He call'd me his flower

That blossom'd for him

All the brighter each hour;

But I woke from my dreaming,

My idol was clay;

My visions of love

Have all faded away.

## 展開
元々この曲はパーラー・ソング (parlor song) と称される軽音楽の楽曲であったが、カーター・ファミリーがこれを録音した頃には、すっかりフォーク化の過程 (folk process) を経ていた。例えば、「I'll Twine 'Mid the Ringlets」の1番の歌詞は、
I'll twine 'mid the ringlets of my raven black hair,

The lilies so pale and the roses so fair,

The myrtle so bright with an emerald hue,

And the pale aronatus with eyes of bright blue.

（私は烏のように黒い髪を蝶のように編む）

（百合はとても白く、薔薇はとても美しい）

（銀梅花はとても輝かしく、エメラルドの色）

（ほのかな色のアロナタスに、明るい青い瞳）
であったが、カーター・ファミリーの「Wildwood Flower」は、
Oh, I'll twine with my mingles and waving black hair,

With the roses so red and the lilies so fair,

And the myrtle so bright with the emerald dew,

The pale and the leader and eyes look like blue.

（ああ、私は乱れた黒い巻き髪を編む）

（とても赤い薔薇と、清らかな百合と一緒に）

（銀梅花はとても輝かしく、エメラルドのしずく）

（ほのかな色、若い枝、瞳は青く見える）
と始まる。
また、一部のバージョンでは歌詞の順番も変更されており、
I'll live yet to see him regret the dark hour

When he won, then neglected, the frail wildwood flower.

（私は生きて、暗い時間を後悔する彼を見る）

（彼が手に入れ、そして無視した、森かげの花）
で曲が終わる場合もあるが、これは主人公の女性が、かつての恋人とよりを戻し、前へ進めることを示唆している。
一方、元々の歌詞の最後は、
But I woke from my dreaming, my idol was clay

My visions of love have all faded away.

（でも、夢から覚めると私の偶像は粘土）

（愛の幻想はすべて消え去ってしまう）
であり、明らかに女性は失意のままであり、曲の悲しい、悲劇的内容が担保されていて、状況が展開して偽りの調子で終わることはない。

## 日本語による歌唱
高石ともやが率いたザ・ナターシャー・セブンは、彼ら自身による日本語の訳詞で「森かげの花」を歌っており、1971年にはアルバム『序』のために録音もしたが、これはアルバム自体がお蔵入りになってしまった。その後、1976年のアルバム『107 SONG BOOK Vol.1 陽気に行こう。オリジナル・カーター・ファミリーをお手本に編』に、この曲を収録した。